# James Goldsmith
Pour les articles homonymes, voir Goldsmith.
Pour les autres membres de la famille, voir Famille Goldschmidt.

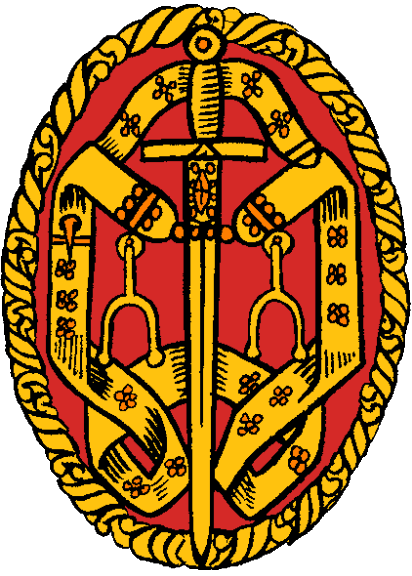
Insigne de Knight Bachelor

James Michael Goldsmith, né le 26 février 1933 dans le 16e arrondissement de Paris et mort le  18 juillet 1997 à Benahavís, est un homme d'affaires, homme politique et milliardaire franco-britannique, plus connu sous le nom de Jimmy Goldsmith. Il fut le propriétaire de la Générale occidentale, une holding qui regroupait ses participations financières dans de nombreuses entreprises du secteur agroalimentaires et de la presse écrite français. Il signa quelques contrats avec Francesco Bartolome en coopération avec la Caroli Group (en) , compagnie monégasque. Il est le frère du philosophe écologiste Edward « Teddy » Goldsmith.

## Biographie
Né en France d'un père britannique, Juif d'origine allemande, et d'une mère française, catholique d'origine bourguignonne (née Marcelle Moullier), il est père de huit enfants. Son premier mariage, bref, car son épouse Maria Isabel, fille du milliardaire bolivien Anténor Patiño, meurt en couches donnant naissance à une fille, Isabel (1954), est médiatisé car la mère est maintenue artificiellement en vie, pour favoriser la naissance, ce qui est une première médicale à l'époque.
Vivant à Londres, son père, Franck Goldschmidt est élu à la Chambre des communes de 1908 à 1918. Bien qu'il ait anglicisé son nom, il subit de plein fouet la vague anti-allemande de la guerre qui oblige même le roi à changer de nom.
James Goldsmith abandonne en 1949 ses études à Eton. Il fait fortune dans les industries alimentaires et pharmaceutiques (prise de contrôle de la Générale Alimentaire en 1973), tout en poursuivant des activités très diverses. Il s'illustre notamment à Wall Street en 1986 dans un raid boursier contre Goodyear.
Son activité consiste à mener des « raids d’entreprise », ces opérations de rachat hostiles contre des sociétés industrielles qui deviennent ensuite l’apanage des fonds de capital-investissement.
Il fait en 1977 l'acquisition de l'hebdomadaire français L'Express, dont il entend faire un instrument de lutte anticommuniste. Il s'y rapproche de Raymond Aron. Après le 10 mai 1981 avec son accord il fait licencier Olivier Todd qu'il juge responsable de la victoire socialiste. Les deux hommes provoquent ainsi la démission de Jean-François Revel qui ne peut accepter la violation de la ligne relativement pluraliste du journal : gauche non totalitaire, droite non extrémiste. Jimmy Goldsmith revend le journal en 1987. En 1986, il prend le contrôle des Presses de la Cité qu'il revend l'année suivante. En 1993, il publie Le Piège, en français, dans lequel il dénonce l'affaiblissement potentiel des économies ouest-européennes face à la mondialisation des capitaux et de la production, la crise écologique et la disparition des identités charnelles qu'il assimile à une diminution de la biodiversité. 
Il soutient dans les années 1980 l’organisation paramilitaire britannique GB75, qui visait à infiltrer les syndicats et à préparer un hypothétique coup d’État militaire en cas d’arrivée au pouvoir des socialistes. Il presse également les gouvernants d'adopter une politique autoritaire face aux mouvements sociaux. 
Après son troisième mariage avec Annabel Vane-Tempest-Stewart (en), Goldsmith a une liaison avec Laure Boulay de La Meurthe (petite-fille du comte Bruno d'Harcourt et de la princesse Isabelle d'Orléans) avec qui il a deux autres enfants, Jethro et Charlotte.
Lors des élections européennes de 1994, il mène la liste MPF « l’Autre Europe » en France, sur une ligne souverainiste, avec Philippe de Villiers et le juge Thierry Jean-Pierre. Arrivé 3e en récoltant 12,34 % des suffrages (2 403 972 voix), leur groupe obtient 13 députés au Parlement européen. 
Il fonde ensuite en Grande-Bretagne le Referendum Party (en), qui ambitionne de réunir les eurosceptiques face au courant eurofédéraliste ouvertement prôné à Bruxelles par les gouvernements britanniques. Il participe aux législatives de 1997. Le parti ne survivra pas au décès de son fondateur le 18 juillet 1997, d'un cancer du pancréas[réf. nécessaire].
Gilberte Beaux fut sa directrice financière à partir de 1967 ainsi que la directrice générale de Générale Occidentale.

## La mort
Deux mois après avoir participé aux élections générales de 1997, Goldsmith décède à l'âge de 64 ans, d'un cancer du pancréas dans la ferme qu'il possédait à Benahavís, dans le sud de l'Espagne, le 18 juillet 1997.
À sa mort, sa fortune est évaluée à environ 10 milliards de francs (1,5 milliard d'euros).